# Erigone digena
Erigone digena là một loài nhện trong họ Linyphiidae.
Loài này thuộc chi Erigone. Erigone digena được Arthur Merton Chickering miêu tả năm 1970.